# Norway (Indiana)
Norway és una concentració de població designada pel cens dels Estats Units a l'estat d'Indiana. Segons el cens del 2000 tenia 437 habitants.

## Demografia
Segons el cens del 2000, Norway tenia 437 habitants, 169 habitatges, i 126 famílies. La densitat de població era de 189,6 habitants/km².
Dels 169 habitatges en un 30,8% hi vivien nens de menys de 18 anys, en un 53,3% hi vivien parelles casades, en un 16% dones solteres, i en un 24,9% no eren unitats familiars. En el 20,7% dels habitatges hi vivien persones soles el 10,1% de les quals corresponia a persones de 65 anys o més que vivien soles. El nombre mitjà de persones vivint en cada habitatge era de 2,49 i el nombre mitjà de persones que vivien en cada família era de 2,81.
Per edats la població es repartia de la següent manera: un 23,3% tenia menys de 18 anys, un 7,3% entre 18 i 24, un 27% entre 25 i 44, un 28,6% de 45 a 60 i un 13,7% 65 anys o més.
L'edat mediana era de 40 anys. Per cada 100 dones de 18 o més anys hi havia 89,3 homes.
La renda mediana per habitatge era de 28.214 $ i la renda mediana per família de 25.486 $. Els homes tenien una renda mediana de 28.750 $ mentre que les dones 16.154 $. La renda per capita de la població era de 16.681 $. Entorn del 15,6% de les famílies i el 19,5% de la població estaven per davall del llindar de pobresa.

## Poblacions més properes
El següent diagrama mostra les poblacions més properes.